# Cuisia
Cuisia é uma comuna francesa na região administrativa de Borgonha-Franco-Condado, no departamento de Jura. Estende-se por uma área de 10,16 km². Em 2010 a comuna tinha 403 habitantes (densidade: 39,7 hab./km²).